# Midkemia
Midkemia är en fantasy-värld skapad av författaren Raymond E. Feist. I världen ligger länderna Kungliga Riket, Storkeshiska Imperiet, Kungadömet Queg, Kungadömet Roldem och även världsdelen Novindus.